# 춘천시의 마천루 목록
대한민국 강원특별자치도 춘천시의 마천루 목록이다. 대한민국의 「초고층 및 지하연계 복합건축물 재난관리에 관한 특별법」에 따르면 '초고층 건축물' 이란 층수가 50층 이상 또는 높이가 200m 이상인 건축물을 말한다.

## 가장 높은 마천루
본 목록은 완공되었거나, 상량식을 끝낸 마천루이다.
| 순위 | 이름                               | 사진 | 위치   | 높이 | 층수 | 완공 연도 | 비고                                        |
| ---- | ---------------------------------- | ---- | ------ | ---- | ---- | --------- | ------------------------------------------- |
| 1=   | 춘천 센트럴타워 푸르지오 101동     |      | 온의동 | 163m | 49층 | 2022년    | 현재 강원특별자치도에서 가장 높은 건물이다. |
| 1=   | 춘천 센트럴타워 푸르지오 102동     |      | 온의동 | 163m | 49층 | 2022년    | 현재 강원특별자치도에서 가장 높은 건물이다. |
| 1=   | 춘천 센트럴타워 푸르지오 103동     |      | 온의동 | 163m | 49층 | 2022년    | 현재 강원특별자치도에서 가장 높은 건물이다. |
| 1=   | 춘천 센트럴타워 푸르지오 104동     |      | 온의동 | 163m | 49층 | 2022년    | 현재 강원특별자치도에서 가장 높은 건물이다. |
| 1=   | 춘천 센트럴타워 푸르지오 105동     |      | 온의동 | 163m | 49층 | 2022년    | 현재 강원특별자치도에서 가장 높은 건물이다. |
| 1=   | 춘천 센트럴타워 푸르지오 106동     |      | 온의동 | 163m | 49층 | 2022년    | 현재 강원특별자치도에서 가장 높은 건물이다. |
| 7    | 춘천 파밀리에 리버파크 101동       |      | 근화동 | 132m | 42층 | 2024년    | [ 7 ]                                       |
| 8    | 춘천 파밀리에 리버파크 102동       |      | 근화동 | 121m | 38층 | 2024년    | [ 8 ]                                       |
| 9=   | 온의동 롯데캐슬 스카이클래스 102동 |      | 온의동 | 116m | 39층 | 2015년    | 2015년 11월부터 입주가 시작되었다.          |
| 9=   | 온의동 롯데캐슬 스카이클래스 103동 |      | 온의동 | 116m | 39층 | 2015년    | 2015년 11월부터 입주가 시작되었다.          |
| 9=   | 온의동 롯데캐슬 스카이클래스 106동 |      | 온의동 | 116m | 39층 | 2015년    | 2015년 11월부터 입주가 시작되었다.          |
| 12=  | 온의동 롯데캐슬 스카이클래스 105동 |      | 온의동 | 110m | 37층 | 2015년    | 2015년 11월부터 입주가 시작되었다.          |
| 12=  | 온의동 롯데캐슬 스카이클래스 107동 |      | 온의동 | 110m | 37층 | 2015년    | 2015년 11월부터 입주가 시작되었다.          |

## 미완공 마천루

### 공사중인 마천루
이 목록은 현재 강원특별자치도 춘천시에서 공사가 진행중인 마천루이다.
| 이름                           | 상태   | 도시   | 높이 | 층수 | 완공 예정  | 비고 |
| ------------------------------ | ------ | ------ | ---- | ---- | ---------- | ---- |
| 춘천 시온 숲속의 아침 뷰 201동 | 공사중 | 근화동 | 124m | 37층 | 2025년 2월 |      |
| 춘천 시온 숲속의 아침 뷰 202동 | 공사중 | 근화동 | 124m | 37층 | 2025년 2월 |      |
| 춘천 시온 숲속의 아침 뷰 203동 | 공사중 | 근화동 | 124m | 37층 | 2025년 2월 |      |

## 같이 보기
- 춘천시
- 마천루 목록
- 아시아의 마천루 목록
- 대한민국의 마천루 목록